# Groppoducale
Groppoducale is een plaats (frazione) in de Italiaanse gemeente Bettola.